# 第一次霍姆斯戰役
第一次霍姆斯戰役，是1260年12月10日伊兒汗國和馬木留克王朝在叙利亞霍姆斯發生的戰鬥。
在1260年9月埃及赢得阿音札鲁特战役勝利後，旭烈兀以為阿尤布王朝大馬士革蘇丹復仇為名進軍叙利亞。當時大多數叙利亞城市已被馬木留克王朝控制，但霍姆斯和哈馬仍被阿尤布王室控制。這些諸侯而不是開羅自己的馬木留克，居然戰鬥並贏得第一霍姆斯戰役。
因為當時金帳汗國的別兒哥汗和伊兒汗國發生戰爭，因此只能派6000人到叙利亞，這些人很快被馬木留克打敗了，並收回阿勒頗等城市，征服持續了一年多但伊兒汗國也沒法打敗馬木留克王朝。